# Cámara de gas

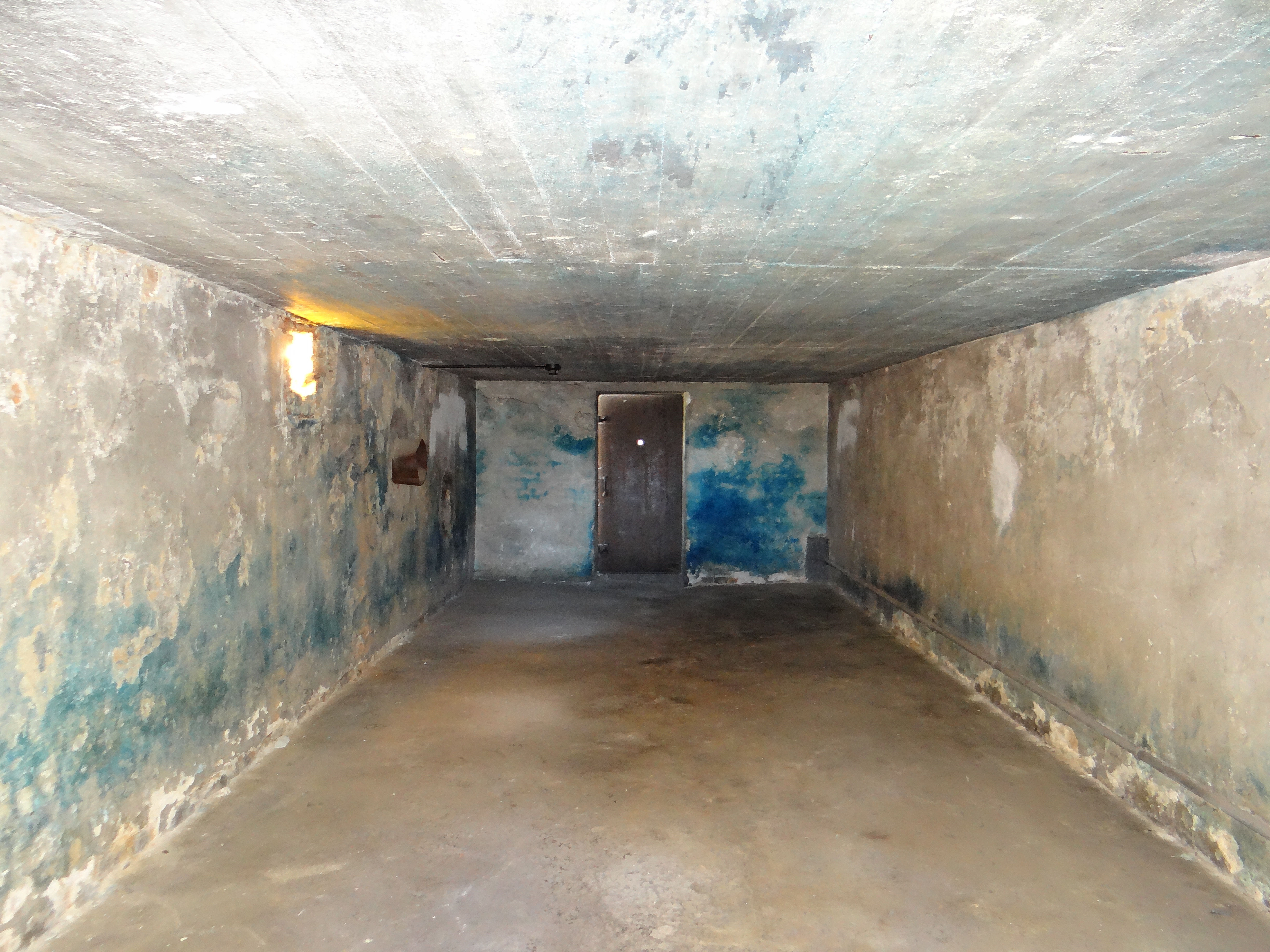
Cámara de gas en el campo de concentración de Majdanek, Polonia.

Mapa del holocausto y los campos de exterminio con cámaras de gas en Europa.

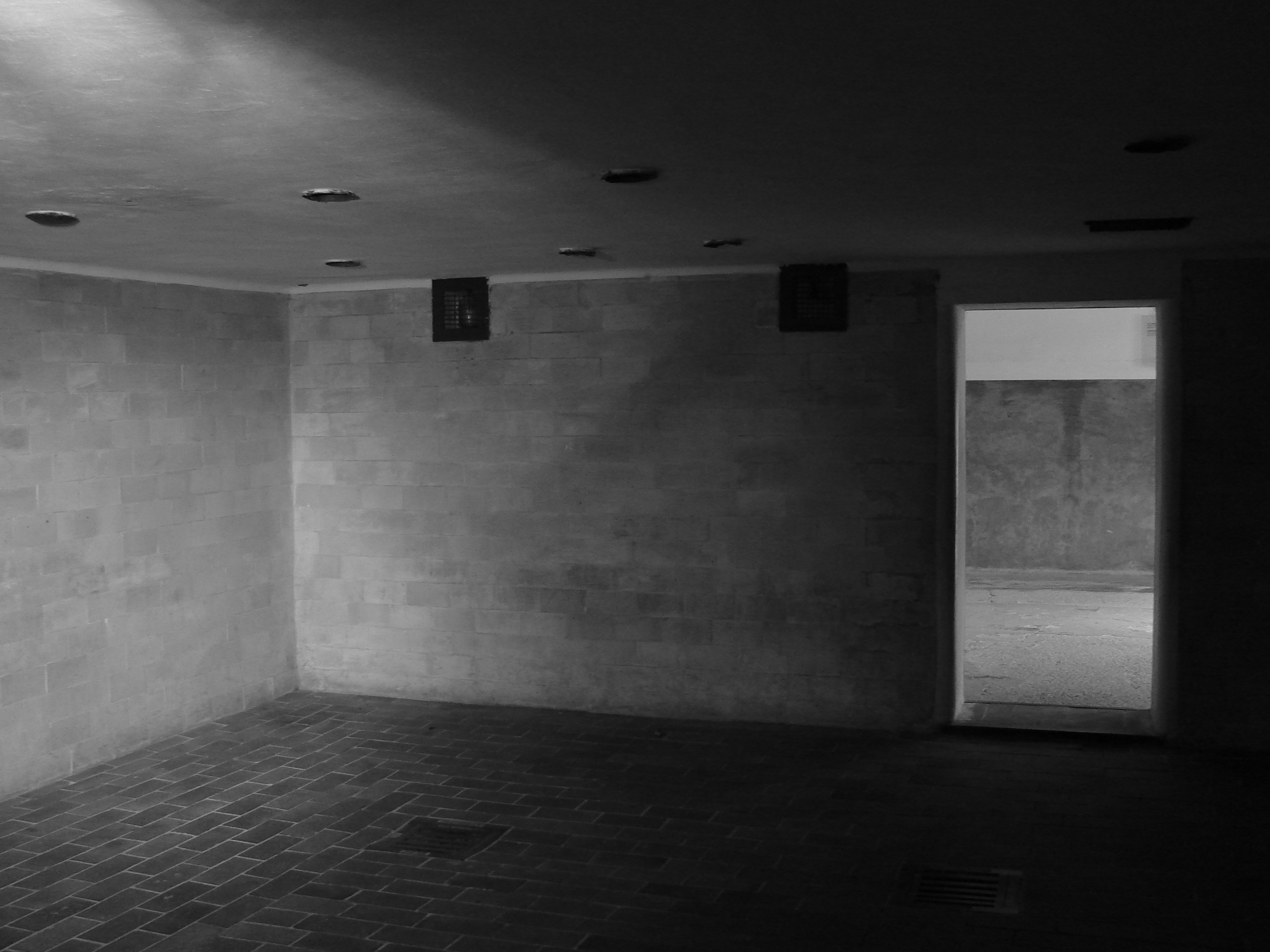
Cámara de gas de Dachau, Alemania.

Una cámara de gas es una sala para matar personas y animales con gas tóxico. Consiste en una cámara sellada en la que se introduce un gas venenoso o asfixiante. Los agentes venenosos utilizados incluyen cianuro de hidrógeno, dióxido de carbono y monóxido de carbono. Las cámaras de gas se utilizaron como método de ejecución para los condenados en Estados Unidos a partir de la década de 1920 y continúan siendo un método de ejecución legal en tres estados Washington, Colorado y Nueva York ya que es posible introducir nitrógeno, aunque no es empleada en la práctica desde la década de 1990.  Durante el Holocausto, la Alemania nazi utilizó cámaras de gas a gran escala diseñadas para asesinatos en masa como parte de su programa de genocidio. El general Rochambeau desarrolló un método rudimentario en 1803, durante la Revolución Haitiana, llenando las bodegas de carga de los buques con dióxido de azufre para asfixiar a los prisioneros de guerra. Excepcionalmente, aparte de estos casos, solo Lituania ha utilizado el método, durante la década de 1930. También se ha informado sobre el uso de cámaras de gas en Corea del Norte.

## Estados Unidos

Estados de EE. UU. que usan la cámara de gas
Sólo método secundario
Alguna vez usada, pero ya no
Nunca fue usada.

Las cámaras de gas se han utilizado para la pena capital en los Estados Unidos para ejecutar condenados a muerte. La primera persona en ser ejecutada en los Estados Unidos por gas letal fue Gee Jon, el 8 de febrero de 1924. Un intento fallido de bombear gas venenoso directamente a su celda en la Prisión Estatal de Nevada llevó al desarrollo de la primera cámara de gas improvisada para llevar a cabo la sentencia de muerte de Gee.
El 3 de diciembre de 1948, Miran Thompson y Sam Shockley fueron ejecutados en la cámara de gas de la prisión estatal de San Quintín por su papel en la batalla de Alcatraz.
En 1957, Burton Abbott fue ejecutado cuando el gobernador de California, Goodwin J. Knight, estaba hablando por teléfono para suspender la ejecución. El 2 de mayo de 1960, Caryl Chessman moría en la cámara de gas de la Prisión Estatal de San Quintín.
Desde la restauración de la pena de muerte en los Estados Unidos en 1976, se han llevado a cabo once ejecuciones por cámara de gas. Cuatro se llevaron a cabo en Misisipi, dos en Arizona, dos en California, dos en Carolina del Norte y una en Nevada.
Durante la ejecución del 6 de abril de 1992 de Donald Harding en Arizona, la muerte tardó 11 minutos. El director de la prisión declaró que renunciaría si fuera necesario antes de llevar a cabo otra ejecución en la cámara de gas. Tras la ejecución de Harding, Arizona votó que todas las personas condenadas después de noviembre de 1992 serían ejecutadas por inyección letal.

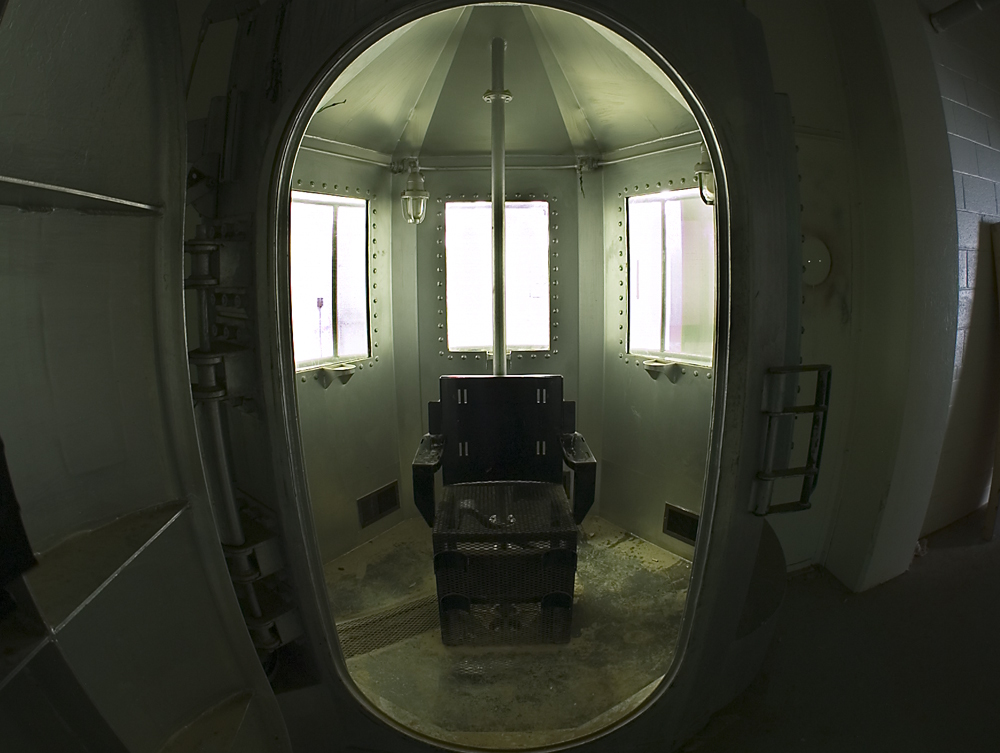
La antigua cámara de gas en la Penitenciaría del Estado de Nuevo México, se usó solo una vez en 1960 y luego fue reemplazada por la inyección letal.

Tras la ejecución de Robert Alton Harris, un tribunal federal declaró que "la ejecución con gas letal bajo el protocolo de California es inconstitucional por ser cruel e inusual". La última persona ejecutada en la cámara de gas fue el ciudadano alemán Walter LaGrand, condenado a muerte antes de 1992, que fue ejecutado en Arizona el 3 de marzo de 1999. El Tribunal de Apelaciones de los Estados Unidos para el Noveno Circuito dictaminó que no podía ser ejecutado por cámara de gas, pero la decisión fue revocada por la Corte Suprema de los Estados Unidos. La cámara de gas se usaba anteriormente en Colorado, Nevada, Nuevo México, Carolina del Norte y Oregón. Seis estados, Arizona, California, Maryland, Misisipi, Misuri y Wyoming, autorizan el gas letal si no se puede administrar la inyección letal, si los condenados cometieron su delito antes de una fecha determinada, o si los condenados eligen morir en la cámara de gas. En octubre de 2010, Gobernador de Nueva York David Paterson firmó un proyecto de ley que hacía que las cámaras de gas fuesen ilegales para su uso en sociedades humanitarias y otros refugios de animales.

## Unión Soviética
Según Zhirnov, en la Unión Soviética, el comandante del NKVD, Isay Berg, adaptó camionetas con el compartimento de almacenamiento sellado y el escape redirigido dentro de él. Estas camionetas fueron utilizadas por NKVD durante la Gran Purga bajo el disfraz de camionetas de pan para envenenar a las víctimas durante su transporte a la ejecución.

## Lituania
En 1937-1940, Lituania operó una cámara de gas en Aleksotas dentro del primer fuerte de la fortaleza de Kaunas. Antes, las ejecuciones se llevaban a cabo colgando o disparando. Sin embargo, estos métodos fueron vistos como brutales y en enero de 1937, el código penal se modificó para proporcionar la ejecución por gas, que en ese momento se consideraba más civilizada y humana. Lituania consideró y rechazó la ejecución por veneno. La primera ejecución se llevó a cabo el 27 de julio de 1937: Bronius Pogužinskas, de 37 años, condenado por el asesinato de cinco personas de una familia judía. La historiadora Sigita Černevičiūtė contó al menos nueve ejecuciones en la cámara de gas, aunque los registros son incompletos y fragmentarios. De los nueve, ocho fueron condenados por asesinato. Uno, Aleksandras Maurušaitis, también fue condenado por acciones antigubernamentales durante la huelga de Suvalkija de 1935. La última ejecución conocida tuvo lugar el 19 de mayo de 1940 por robo. El destino de la cámara de gas después de la ocupación por la Unión Soviética en junio de 1940 no está claro.

## Alemania nazi

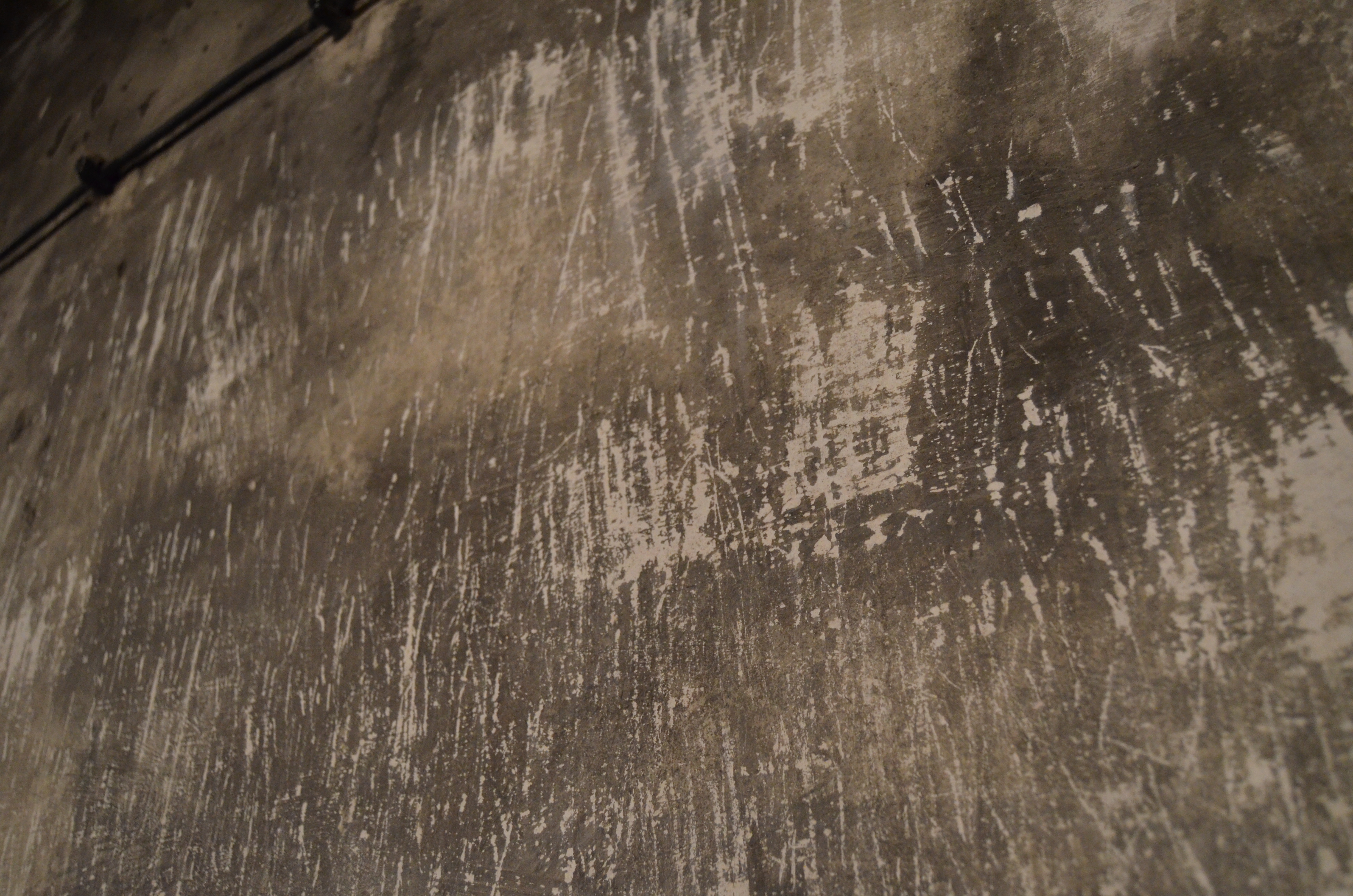
Huellas de uñas en la pared de una cámara de gas, Auschwitz I.

A partir de 1939, las cámaras de gas se utilizaron como parte del programa de eugenesia nazi destinado a eliminar a las personas con discapacidad física e intelectual. En octubre de 1939 se llevaron a cabo experimentos con gases en pacientes en la ocupada en Polonia. Cientos de prisioneros fueron asesinados por envenenamiento por monóxido de carbono en una cámara de gas improvisada. En 1940, se establecieron cámaras de gas con monóxido de carbono puro embotellado en seis centros de eutanasia en Alemania. Además de las personas con discapacidad, estos centros también fueron utilizados para matar prisioneros transferidos de campos de concentración en Alemania, Austria y Polonia.

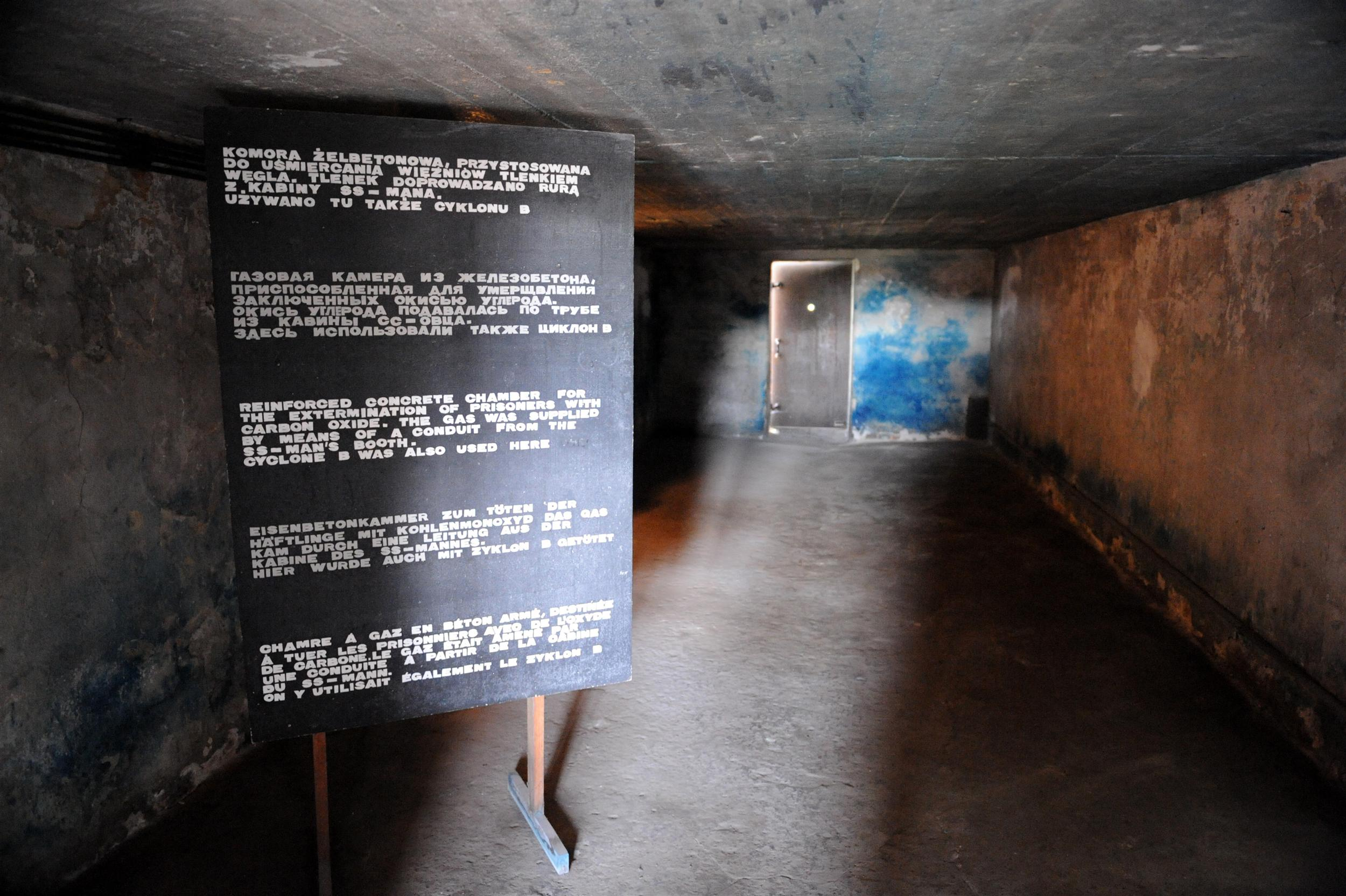
Interior de la cámara de gas Majdanek, que muestra residuos azules de Prusia.

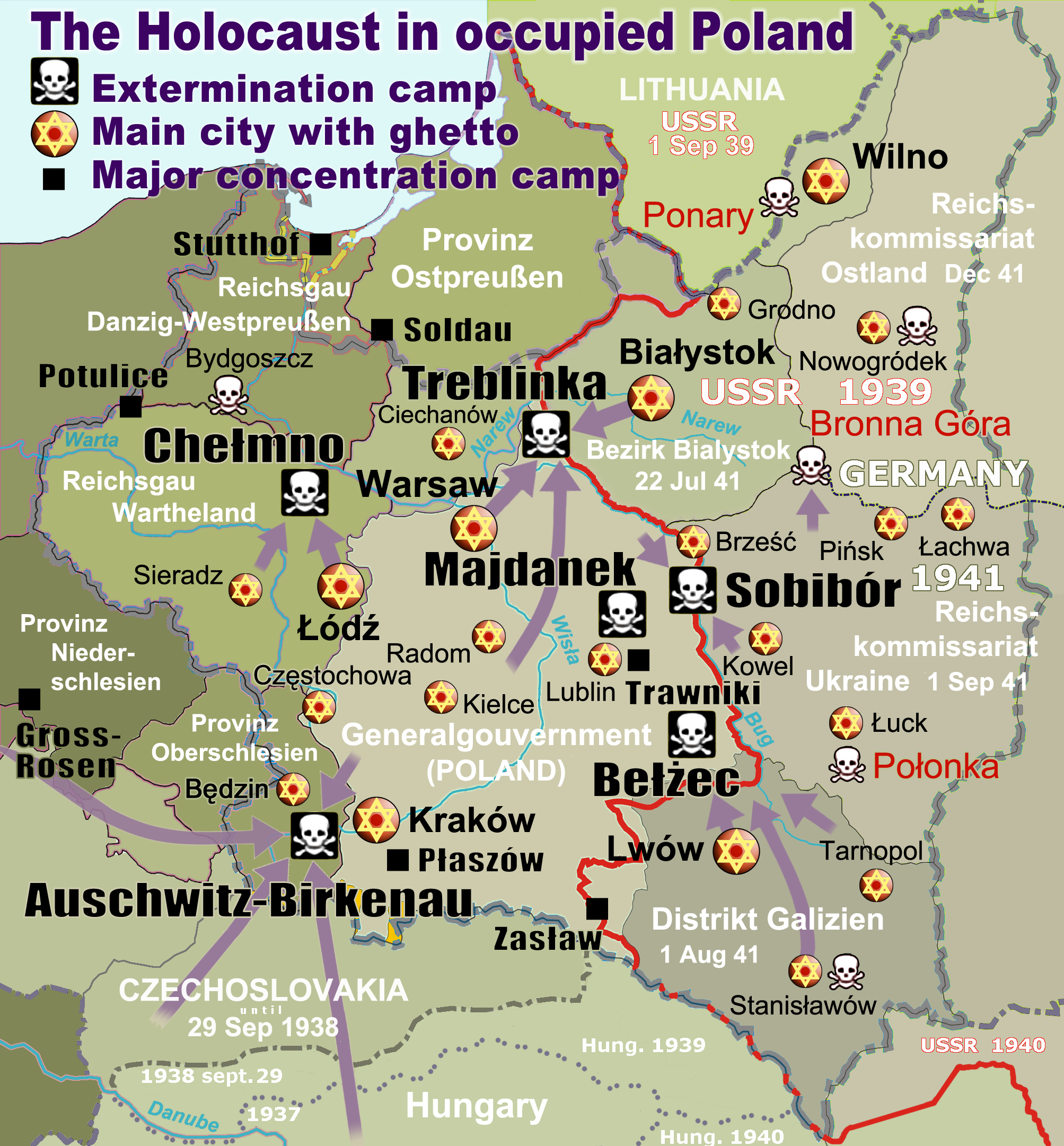
Mapa del Holocausto en la Polonia ocupada durante la Segunda Guerra Mundial. El contorno muestra las fronteras de la Segunda República Polaca en el momento de la invasión nazi-alemana y soviética de Polonia en 1939 con la línea de demarcación entre los dos ejércitos invasores marcada en rojo. Los límites internos muestran las divisiones administrativas de los territorios ocupados impuestas por la Alemania nazi cuando se puso en marcha la Solución Final durante y después de la Operación Barbarroja de 1941. Este mapa muestra todos los campos de exterminio de la Alemania nazi, así como los principales campos de concentración, trabajo y prisión, las principales ciudades polacas anteriores a la Segunda Guerra Mundial con los nuevos guetos judíos establecidos por la Alemania nazi, las principales rutas de deportación y los principales lugares de masacre.

Durante la invasión de Rusia, los Einsatzgruppen llevaron a cabo ejecuciones masivas por gas usando furgonetas para gaseamientos, modificadas para expulsar los gases del tubo de escape en el interior.
A partir de 1941, se usaron cámaras de gas en los campos de exterminio de Polonia para el asesinato masivo de judíos, gitanos y otras víctimas. Se usaron furgonetas para gaseamientos en el campo de exterminio de Chełmno. Los campos de exterminio de la Operación Reinnhard de Bełżec, Sobibór y Treblinka usaron cámaras de gas con gases de motores diésel. En busca de métodos de asesinato más eficientes, los nazis experimentaron con el uso del fumigante basado en cianuro de hidrógeno llamado Zyklon B en el campo de concentración de Auschwitz. Este método fue adoptado para asesinatos en masa en las cámaras de gas de los campos de Auschwitz y Majdanek. Hasta 6000 víctimas eran gaseadas con Zyklon-B cada día en Auschwitz. Los campos de concentración de Stutthof, Mauthausen, Sachsenhausen y Ravensbrück, aunque no estaban considerados como campos de exterminio, también tenían cámaras de gas. La mayor parte empleó Zyklon-B.

## Corea del Norte
Kwon Hyok, exjefe de seguridad en el Campamento 22, describió laboratorios equipados con cámaras de gas para experimentos de asfixia con gases, en los que tres o cuatro personas, normalmente una familia, son sujetos experimentales. Después de someterse a controles médicos, las cámaras se sellan y se inyecta veneno a través de un tubo, mientras los científicos observan desde arriba a través del vidrio. Kwon afirma haber visto morir a una familia de dos padres, un hijo y una hija por gases sofocantes, mientras los padres intentaban salvar a los niños usando con reanimación boca a boca mientras tuvieron fuerza. El testimonio de Kwon fue respaldado por documentos del Campo 22 que describen la transferencia de prisioneros designados para los experimentos. Los documentos fueron identificados como genuinos por Kim Sang Hun, un experto en Corea con sede en Londres y activista de derechos humanos.

## Uso por el ejército británico
En las décadas de 1930 y 1940, cientos de reclutas indios del ejército británico fueron utilizados para determinar cuánto gas se necesitaba para matar a un ser humano. Las cantidades utilizadas no eran letales, pero los soldados indios no tenían una protección adecuada y no se les informaba de los riesgos a los que se enfrentaban. Muchos sufrieron quemaduras graves y desarrollaron enfermedades.

## Métodos

### Usando cianuro de hidrógeno
Tal como se implementó en los Estados Unidos, la cámara de gas se considera el método más peligroso, más complicado y más costoso para administrar la pena de muerte. El condenado es atado a una silla dentro de una cámara hermética, que luego se sella. El ejecutor activa un mecanismo que deja caer pellets de cianuro de potasio (o cianuro de sodio) en un baño de ácido sulfúrico debajo de la silla; la reacción química resultante genera gas de cianuro de hidrógeno letal.
El condenado puede ver el gas, a quien se le aconseja que tome varias respiraciones profundas para acelerar la inconsciencia. Sin embargo, la persona condenada a menudo se convulsiona y babea. También puede orinar, defecar y vomitar.
Después de la ejecución, la cámara se purga con aire, y cualquier gas remanente se neutraliza con amoníaco anhidro, después de lo cual se puede extraer el cuerpo (con gran precaución, ya que pueden quedar atrapadas bolsas de gas en la ropa de la víctima).

### Excluyendo todo el oxígeno
El gas nitrógeno o el aire empobrecido en oxígeno se ha considerado para la ejecución humana, ya que puede inducir asfixia por nitrógeno. La víctima detecta poca sensación anormal a medida que cae el nivel de oxígeno. Esto lleva a la asfixia (muerte por falta de oxígeno) sin la sensación dolorosa y traumática de ahogo, o los efectos secundarios de la intoxicación.
En abril de 2015, la gobernadora de Oklahoma Mary Fallin aprobó un proyecto de ley que permite la asfixia por nitrógeno como método de ejecución. El 14 de marzo de 2018, el fiscal general de Oklahoma Mike Hunter y el director de prisiones Joe M. Allbaugh anunciaron un cambio al gas nitrógeno como el método principal de ejecución.
Después de luchar durante años para diseñar un protocolo de ejecuciones con nitrógeno, Oklahoma anunció en febrero de 2020 que abandonaba el proyecto después de encontrar una fuente fiable de drogas para llevar a cabo la ejecución por inyección letal.